# Pasquier Quesnel

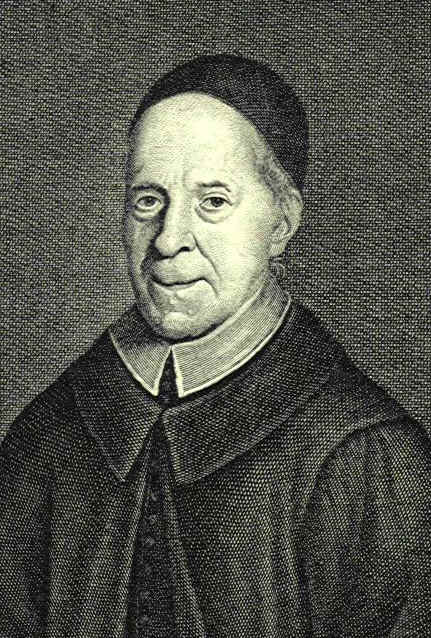
Pasquier Quesnel

Pasquier Quesnel CO (* 14. Juli 1634 in Paris; † 2. Dezember 1719 in Amsterdam) war ein französischer jansenistischer Theologe.

## Leben
Nachdem er die Sorbonne 1653 mit einem ausgezeichneten Abschluss verlassen hatte, trat Quesnel 1657 in das von Pierre de Bérulle gegründete Französische Oratorium ein. Er wurde schnell bekannt – unter anderem gab er die Werke von Charles de Condren heraus –, doch seine Sympathien für den Jansenismus führten 1681 zu seiner Verbannung aus Paris. Er fand Zuflucht bei Kardinal Coislin, dem Bischof von Orléans; vier Jahre später, in Erwartung weiterer Verfolgung durch die Jesuiten, floh er erneut, diesmal nach Brüssel, wo er Kontakt zu Antoine Arnauld aufnahm. Er blieb in Brüssel bis 1703, als er auf Anweisung des Erzbischofs von Mechelen Humbertus Guilielmus de Precipiano verhaftet wurde. Nach drei Monaten Haft gelang Quesnel unter dramatischen Umständen die Flucht, und er ließ sich in Amsterdam nieder, um dort den Rest seines Lebens zu verbringen.

## Wirkung
Nach Antoine Arnaulds Tod 1694 wurde Quesnel allgemein als führender Kopf der jansenistischen Bewegung angesehen. Seinen Reflexions morales sur le Nouveau Testament kam für den Jansenismus eine fast ebenso große Bedeutung zu wie Jansenius’ Augustinus. Wie der Titel besagt, handelte es sich um einen frommen Kommentar zu den Schriften des Neuen Testaments, worin es Quesnel gelang, die Ideen Jansenius' in einer allgemein verständlichen Form darzustellen, und die sich daher großer Beliebtheit erfreuten. Gerade dadurch erregten sie auch Zorn und heftige Gegnerschaft bei den Jesuiten, die von Papst Clemens XI. schließlich die Bulle Unigenitus Dei filius vom 8. September 1713 erwirkten, durch die 101 Sätze aus den Reflexions morales als ketzerisch verurteilt wurden, ohne dass Quesnel Gelegenheit hatte, seine Auffassungen zu verteidigen. Weil die Bulle im Prinzip auch einige Sätze Augustins als häretisch verurteilte, erhob eine Reihe von Bischöfen dagegen Protest, der seinen Höhepunkt am 5. März 1717 fand, als vier Bischöfe und die Sorbonne an ein allgemeines Konzil appellierten. Rom wies den Appell zurück. Insgesamt sechzehn seiner Bücher, darunter seine Ausgabe der Werke Leos des Großen, wurden auf den Index librorum prohibitorum gesetzt.

## Schriften (Auswahl)
- Reflexions morales sur le Nouveau Testament. Paris 1668 ff.
- Lettre Du R. Pere Quesnel A Un De Ses Amis Au Sujet De Procés ou Motif de Droit. Köln 1705 (Digitalisat)